# Communauté de communes Cazals-Salviac
La communauté de communes Cazals-Salviac est une communauté de communes française, située dans le département du Lot et la région Occitanie.

## Historique
La communauté de communes Cazals-Salviac est née de la fusion au 31 décembre 2012 de la communauté de communes Sud Bouriane et de la communauté de communes du Pays de Salviac. Elle regroupe les quinze communes des anciens cantons de Cazals et de Salviac. 

## Territoire communautaire

### Composition
La communauté de communes est composée des 15 communes suivantes :

| Nom                 | Code Insee | Gentilé           | Superficie (km2) | Population (dernière pop. légale) | Densité (hab./km2) |
| ------------------- | ---------- | ----------------- | ---------------- | --------------------------------- | ------------------ |
| Salviac (siège)     | 46297      | Salviacois        | 29,61            | 1 218 (2022)                      | 41                 |
| Les Arques          | 46008      | Arquins           | 15,05            | 214 (2022)                        | 14                 |
| Cazals              | 46066      | Cazaliens         | 10,57            | 651 (2022)                        | 62                 |
| Dégagnac            | 46087      | Dégagnacois       | 37,9             | 637 (2022)                        | 17                 |
| Frayssinet-le-Gélat | 46114      | Frayssinetois     | 23,14            | 375 (2022)                        | 16                 |
| Gindou              | 46120      | Gindounais        | 15,65            | 357 (2022)                        | 23                 |
| Goujounac           | 46126      | Goujounacois      | 10,38            | 219 (2022)                        | 21                 |
| Lavercantière       | 46164      | Vercantiérains    | 14,99            | 244 (2022)                        | 16                 |
| Léobard             | 46169      | Léobardois        | 10,3             | 224 (2022)                        | 22                 |
| Marminiac           | 46184      | Marminicois       | 22,88            | 348 (2022)                        | 15                 |
| Montcléra           | 46200      | Clérimontiens     | 20,91            | 275 (2022)                        | 13                 |
| Pomarède            | 46222      | Pomarédiens       | 7,04             | 190 (2022)                        | 27                 |
| Rampoux             | 46234      | Rampoussiens      | 5,83             | 102 (2022)                        | 17                 |
| Saint-Caprais       | 46250      | Saint-Capraisiens | 8,85             | 80 (2022)                         | 9                  |
| Thédirac            | 46316      | Thédiracois       | 16,51            | 298 (2022)                        | 18                 |

### Démographie
| 1968  | 1975  | 1982  | 1990  | 1999  | 2009  | 2014  | 2020  |
| ----- | ----- | ----- | ----- | ----- | ----- | ----- | ----- |
| 5 204 | 4 666 | 4 432 | 4 573 | 4 724 | 5 363 | 5 319 | 5 372 |

## Administration

### Siège
Le siège administratif est situé au 5 bd Hugon, 46340 Salviac.. Les services techniques sont situés à la Zone artisanale des Condamines, 46250 Montcléra.

### Les élus
Le conseil communautaire de la communauté de communes Cazals-Salviac se compose de 25 conseillers représentant chacune des communes membres et élus pour une durée de six ans.
Ils sont répartis comme suit :
| Nombre de conseillers | Communes                       |
| --------------------- | ------------------------------ |
| 5                     | Salviac                        |
| 3                     | Cazals, Dégagnac               |
| 2                     | Frayssinet-le-Gélat, Marminiac |
| 1 (+ 1 suppléant)     | les autres communes            |

### Présidence
| Période                                  | Période   | Identité        | Étiquette | Qualité                          |
| ---------------------------------------- | --------- | --------------- | --------- | -------------------------------- |
| Les données manquantes sont à compléter. |           |                 |           |                                  |
| 2014                                     | juin 2020 | André Bargues   | PS        | Maire de Marminiac (1995 → 2020) |
| juin 2020                                | En cours  | Mireille Figeac | PS        | Maire de Gindou (2008 →)         |

### Régime fiscal et budget
Le régime fiscal de la communauté de communes est celui de la fiscalité additionnelle sans fiscalité professionnelle de zone et sans fiscalité professionnelle sur les éoliennes.

## Projets et réalisations

### Réalisations
- Aménagement de la Médiathèque intercommunale de Salviac (2013)
- Aménagement d'un pôle des services d'aide à la personne à la maison médicale de Cazals (2013)
- Construction d'une salle socio-culturelle, L'Ostal, à Rampoux-Lavercantière (2014-2015)
- Aménagement d'un gite d'étape de 15 places à Cazals (2016)
- Rénovation de la salle basse de l'Abbaye Nouvelle à Léobard (2015-2017)
- Extension de la zone artisanale du Moulin d'Iches à Montcléra (2016-2017)
- Construction d'une salle de cinéma et de spectacles à Gindou (2017-2018)
- Reconversion de l'ancienne gendarmerie de Salviac en centre de santé (2018-2019)
- Aménagement d'un multiple rural à Dégagnac (2018-2019)
- Agrandissement et mise aux normes de la crèche et du centre de loisirs à Cazals (2018)
- Construction d'ateliers techniques intercommunaux sur la zone artisanale à Montcléra (2021)
- Rénovation et agrandissement de l'école de Frayssinet-le-Gélat (2022)
- Construction d'un centre d'éducation à l'environnement (la "maison de la nature") sur le site du Jardin Bourian à Dégagnac (2023)
- Rénovation et agrandissement de l'école de Dégagnac (2023)
- Création d'une base de sports nature, Quercy Outdoor (2023)